# Anti-Diluvian Chronicles
Anti-Diluvian Chronicles è una raccolta in 3CD della Doom metal band inglese My Dying Bride.

## Tracce

### Disco 1
1. Catherine Blacke – 6:30
2. My Wine in Silence (Remix) – 6:02
3. A Doomed Lover – 7:52
4. The Blue Lotus – 6:34
5. The Dreadful Hours – 9:23
6. My Hope, the Destroyer – 6:45
7. The Deepest of All Hearts – 8:55
8. She Is the Dark (Live) – 8:40
9. The Light at the End of the World – 10:37
10. The Fever Sea (Live) – 4:14

### Disco 2
1. The Raven and the Rose (remix) – 5:49
2. Sear Me III – 5:25
3. The Whore, the Cook and the Mother – 11:59
4. Der Überlebende – 7:38
5. Under Your Wings and into Your Arms – 5:58
6. Like Gods of the Sun – 5:40
7. Here in the Throat – 6:20
8. For My Fallen Angel – 5:54
9. The Cry of Mankind – 12:12
10. From Darkest Skies – 7:50

### Disco 3
1. The Wreckage of My Flesh (Remix) – 9:04
2. Turn Loose the Swans – 10:07
3. Black God – 4:51
4. Sear Me – 9:05
5. The Forever People (live) – 4:24
6. The Bitterness and the Bereavement – 7:37
7. Symphonaire Infernus et Spera Imperium – 11:38
8. God Is Alone – 4:50
9. The Thrash of Naked Limbs – 6:12
10. The Sexuality of Bereavement – 6:12

## Formazione
- Aaron Stainthorpe - voce
- Andrew Craighan - chitarra, basso
- Calvin Robertshaw - chitarra
- Hamish Glencross - chitarra
- Adrian Jackson - basso
- Martin Powell - violino
- Sarah Stanton - tastiere
- Yasmin Ahmed - tastiere
- Rick Miah - batteria
- Bill Law - batteria
- Shaun Taylor-Steels - batteria